# Карузо (Очаківський район)
Карузо — колишнє село в Очаківському районі Миколаївської області.

## Стислі відомості
Входило до складу Камбурліївської сільської Ради Очаківського району.
В часі Голодомору 1932—1933 років від нелюдської смерті помирали люди — встановлено смерть не менше 1 людини..
1946 хутір Карузо перейменований в хутір Комишуватівка
Дата зникнення станом на червень 2023 року невідома.